# James Huth
James Huth (* 29. August 1966 in Sutton, Greater London) ist ein in England geborener französischer Filmregisseur, Drehbuchautor und Produzent, der für französische Filmproduktionen arbeitet.

## Leben
James Huth wurde in England als Sohn des ungarischen Arztes Pierre Huth (* 1936) geboren, dessen Eltern als Flüchtlinge vor der Naziherrschaft nach England gelangt waren. Seine Mutter Françoise Thiriol war Französin. Da seine Eltern einen britischen Pass erhielten, hat auch James Huth die britischen Staatsbürgerschaft. Sein Vater war Zahnarzt, betrieb in Paris eine florierende Praxis, James Huth wuchs in Frankreich auf und übte zunächst den Beruf des Vaters aus. Zu den Klienten seines Vaters, der später ein großzügiges Haus an der Côte d’Azur führte, zählten viele Vertreter des Jetsets, darunter auch Stars des französischen Kinos. James Huth kam auf diese Weise früh mit Exponenten des Kinos in Kontakt. Ohne ein einschlägiges Studium absolvierte zu haben, begann er 1992 eine Karriere beim französischen Film, schrieb Drehbücher, führte Regie und beteiligte sich an Filmproduktionen. 2005 arbeitete er zum ersten Mal mit Jean Dujardin zusammen in dem Film Brice de Nice, der in Frankreich ein Kinohit wurde.
James Huth ist verheiratet mit der Drehbuchautorin Sonja Shilito, Mitautorin einer Reihe gemeinsamer Drehbücher.

## Filmografie
- 1992: Télécommandes, Kurzfilm; Regie
- 1993: Big Dream, Kurzfilm; Drehbuch und Regie
- 1998: Serial Lover – Der letzte räumt die Leiche weg (Serial Lover); Drehbuch und Regie
- 2003: Dead End, Produzent
- 2005: Cool Waves – Brice de Nice (Brice); Drehbuch und Regie
- 2007: Hellphone – Ein teuflisches Handy (Hellphone); Drehbuch und Regie
- 2009: Lucky Luke; Drehbuch und Regie
- 2012: Und nebenbei das große Glück (Un bonheur n’arrive jamais seul); Drehbuch und Regie
- 2016: Brice 3, TV-Film; Regie
- 2019: Rendez-vous chez les Malawas; Drehbuch, Regie, Produzent
- 2022: Der geschenkte Freund (Le nouveau jouet), Regie